# لوبيلية
اللُّوبِيلِيَة (الاسم العلمي: Lobelia) هي جنس من النباتات تتبع الفصيلة الجريسية من رتبة النجميات. تنتشر على مستوى العالم في المناطق المدارية إلى الدافئة في المناطق المعتدلة من العالم ، وهناك عدد قليل منها ينتشر في المناطق المعتدلة الباردة.

## أنواع اللوبيلية
- لوبيلية كردينالية
- لوبيلية إسفينية الأوراق
- لوبيلية أرضية
- لوبيلية أليفة الغرانيت
- لوبيلية برازيلية
- لوبيلية بركانية
- لوبيلية بروكتورية
- لوبيلية بنثامية
- لوبيلية بورتوريكية
- لوبيلية بيضاء شاحبة
- لوبيلية ثنائية المسكن
- لوبيلية جبلية
- لوبيلية حادة الأسنان
- لوبيلية خاليسكية
- لوبيلية خضراء الأزهار
- لوبيلية ستاندلية
- لوبيلية سلطانية
- لوبيلية سنديانية الأوراق
- لوبيلية سومطرية
- لوبيلية شاذة
- لوبيلية شبه جرداء
- لوبيلية صفصافية
- لوبيلية صنوبرية الأوراق
- لوبيلية غامضة
- لوبيلية غمامية
- لوبيلية فلفيتشية
- لوبيلية قرينية
- لوبيلية قزمية
- لوبيلية قصيرة الأوراق
- لوبيلية كبيرة الأزهار
- لوبيلية كبيرة الأسنان
- لوبيلية كوبية
- لوبيلية لوزونية
- لوبيلية لونجيانية
- لوبيلية ليزوسكية
- لوبيلية متباينة الأوراق
- لوبيلية متطاولة
- لوبيلية محدبة
- لوبيلية منفية
- لوبيلية مهملة
- لوبيلية هاريسية